# Invisible Pink Unicorn

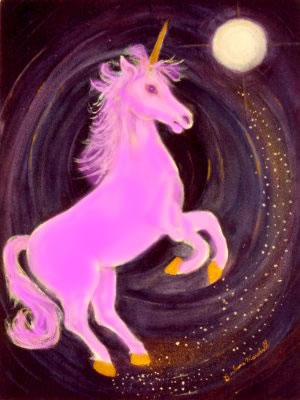
Barbara Marshall: Roze..., aquarel, 2007.

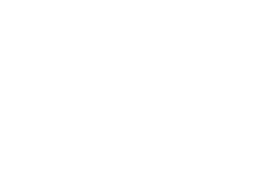
... of onzichtbaar?

De Invisible Pink Unicorn (Onzichtbare Roze Eenhoorn, ook wel IPU) is de godin van een parodiereligie die de vorm aanneemt van een eenhoorn die tegelijkertijd onzichtbaar en roze is. Deze paradoxale kenmerken parodiëren een aantal theïstische begrippen die in veel religies worden toegedicht aan een god of goden.
Een en ander wordt het best samengevat in het volgende citaat:
Onzichtbare Roze Eenhoorns zijn wezens met enorme spirituele kracht. Dit weten we omdat ze in staat zijn om tegelijkertijd roze én onzichtbaar te zijn. Zoals meer geloven, is de religie van de Onzichtbare Roze Eenhoorn gebaseerd op zowel logica als op geloof. We hebben het geloof dat de Eenhoorns roze zijn, en logischerwijs weten we dat ze onzichtbaar zijn, omdat we ze niet kunnen zien.— Steve Eley
Het begrip van de IPU wordt gebruikt om de drogredeneringen en willekeurige aard van bijgelovige concepten in theïstische godsdiensten onder de aandacht te brengen. Om de absurditeit van bepaalde theïstische concepten aan te tonen wordt het woord 'god' in een religieuze tekst vervangen door 'Onzichtbare Roze Eenhoorn'.
Dat de IPU onzichtbaar is betekent volgens haar aanhangers dat niet kan worden bewezen dat zij niet bestaat (en dat zij niet roze is), en we daarom, tot het tegendeel bewezen is, moeten aannemen dat ze wel bestaat. Dit is een reactie op de veelgebruikte verschuiving van de bewijslast door theïsten waarbij mensen die niet hetzelfde geloof aanhangen wordt gevraagd hun ongelijk te bewijzen. In deze zin is zij te vergelijken met Russells theepot.
Het is gebruikelijk dat aanhangers de uitdrukking 'vrede zij met haar' (Engels: peace be unto her) uitspreken (of typen) bij het horen of zien van haar naam. Dit vormt een parallel met Sallallahu alaihi wa sallam (Gods zegen en vrede zij met hem), een in de Islam gebruikte uitdrukking bij het horen, zeggen of schrijven van de naam van Mohammed.